# Абатство Синт Тройден
Абатство Синт Тройден (на нидерландски: Abdij van Sint-Truiden) е историческо бенедиктинско абатство, в Синт Тройден, окръг Хаселт на провинция Лимбург, Североизточна Белгия.

## История
Абатството е основано през 656 г. от белгийския монах Свети Трудо. Той умира през 693 г. и е погребан в манастирската църква. Манастирът дава началото на град Синт Тройден, тъй като селището възниква и се развива около абатството. Гробницата на светеца привлича много поклонници, което дава тласък на икономическото процъфтяване на селището.
През ІХ век манастирът става част от Бенедиктинския орден. На два пъти абатството е опустошавана при нападения на нормани през 883 и 938 г. В средата на ХІ век е построена голяма готическа църква с дължина 100 м и ширина 27 м. Останки от високата кула и от криптата са запазени. През ХІІ век абатството е важен духовен и поклоннически център. Манастирските сгради са завършени. Отваря врати монашеско училище. Абатството има право да сече монети: монетарницата просъществува до 1560 г. В духовно отношение абатството е подчинено под юрисдикцията на епархията на Мец.
През ХVІ и ХVІІ век манастирът продължава да се разширява – издигната е стена и нов абатски комплекс. Порталът на стената е изграден през 1655 г. Към средната кула през 1779 г.са добавени готически зъбери. През ХVІ век резиденция на абатите на Синт Тройден става замъкът Тер Долен, в Хаутхален-Хелхтерен 
По време на Френската революция, в абатството пристигат френски войски, монасите са прогонени, а абатските имоти – конфискувани и продадени от революционното правителство през 1789 г. Църквата е разрушена, част от сградите са преустроени за други цели. През 1797 г. е продаден на частни лица и замъкът Тер Долен.
През 1843 г. Лиежката епархия открива малка семинария в част от манастирските сгради. През 1845 г.е построена нова църква към семинарията в нео-класически стил на мястото където Свети Треудо е изградил първата манастирска църква през 656 г. Тази четвърта по ред църква на свой ред е разрушена при пожар през 1975 г. През 1992 г. експлозия разрушава и останките на абатската мелница. Семинарията е затворена през 1972 година. Останалите сгради на абатството и семинарията сега са заети от епархийския колеж на Холандската епархия в Хаселт.

## БираТер Долен
През 1990 г. полуразрушеният абатски замък Тер Долен е закупен от Мишел Десплентер. В продължение на четири години замъкът е основно обновен, като в една от свързаните с него стопански постройки е инсталирана нова пивоварна. Основана е пивоварната компания Kasteelbrouwerij De Dool, която през 1994 г. пуска на пазара абатска бира Ter Dolen. През април 2008 г. бирата е сертифицирана от Съюза на белгийските пивовари като „призната белгийска абатска бира“ (Erkend Belgisch Abdijbier) и може да носи лого, изобразяващо стилизирана чаша с кафява бира, вписана в готически прозорец-арка.
Търговския асортимент на бирата Тер Долен включва марките Ter Dolen Blond, 6,1%, Ter Dolen Donker, 7,1%, Ter Dolen Tripel, 8,1% и Ter Dolen Kriek, 4,5%.